# Arbeitsschutzmanagement
Das Arbeitsschutzmanagement, auch Arbeitssicherheitsmanagement, umfasst die Organisation aller Bereiche des Arbeitsschutzes, der Arbeitssicherheit und den Gesundheitsschutz in Arbeitsstätten.
Da der Themenbereich des Arbeitsschutzes sehr umfangreich sein kann und viele Vorschriften und Gesetze beachtet werden müssen, empfiehlt sich die Einführung eines Arbeitsschutzmanagementsystems, wie zum Beispiel ISO 45001, OHRIS oder SCC.
In das Arbeitsschutzmanagement muss auf jeden Fall auch der Betriebsarzt, die Fachkraft für Arbeitssicherheit und die Arbeitnehmervertretung einbezogen werden. (Siehe auch Arbeitsmedizin)
Die Verantwortung für den Arbeitsschutz bleibt jedoch immer beim Unternehmer (Arbeitgeber) und seinen Stellvertretern (Vorgesetzter, dem die Pflicht offiziell übertragen worden ist).

## Arbeitsschutzpreise zur Forcierung des Arbeitsschutzmanagements
Internes Benchmarking über nationale oder internationale Unternehmensstandorte hinweg nutzen Unternehmen schon seit längerer Zeit um Best-Practice Lösungen zu fördern, zu erkennen und auf andere Standorte anwenden zu können. Hierzu werden nicht selten interne Wettbewerbe ausgerufen, bei denen der Standort mit einer Best-Practice Lösung unternehmensintern mit einem Preis ausgezeichnet wird. Diese internen Auszeichnungen, welche auch genutzt werden, um ein Unternehmen standortübergreifend auf wichtige Themen zu forcieren, werden in den Bereichen Qualitätsmanagement, Business Excellence oder Strategieentwicklung schon seit längerem unternehmensintern verliehen. Zwischenzeitlich werden interne Auszeichnungen oder Preise nicht mehr nur von den „Großen Unternehmen“ vergeben, auch im Mittelstand erkennen Unternehmer die Bedeutung und den Nutzen, Themen auf diese Weise effizient und zielführend voranzutreiben. Diese internen Auszeichnungen werden auch im Bereich des Arbeitsschutzes immer beliebter, das Thema unternehmensweit voranzutreiben und aus den besten Lösungen der einzelnen Standorte zu lernen. Neben den internen Auszeichnungen, werden auch nationale Arbeitsschutzpreise verliehen. 
Nationale Arbeitsschutzpreise werden in Deutschland von den jeweiligen Berufsgenossenschaften sowie dem Hauptverband der gewerblichen Berufsgenossenschaften ausgeschrieben und verliehen.